# Joan Subirats i Lemos
Joan Subirats i Lemos (la Ràpita, Montsià, 1955 - Arenys de Mar, Maresme, abril de 1997) fou un artista multidisciplinar, pintor, dibuixant, dissenyador gràfic i dissenyador de webs català.

## Biografia
Amb quinze anys hagué d'anar a treballar al tèxtil, però ben aviat es va posar a fer dissenys. Primer va provar de dissenyar aparadors inspirats en el modernisme, com els de Can Blanch, ja desapareguts. Deslliurat del servei militar, es va instal·lar a Barcelona, on trobar feina no li va costar gens. A l'estudi del dissenyador italià Mario Resmini el van rebre amb els braços ben oberts. Aviat va dominar la tècnica dels estampats tèxtils d'alta qualitat, feina que no va abandonar mai del tot. El seu domini del dibuix, en una època en què no hi havia ni escànners, ni Photoshop, li permeté d'excel·lir, sobretot, com a il·lustrador. Bon coneixedor de la tècnica de l'aerògraf, va treballar per al sector publicitari i editorial. Des de feia bastants anys Subirats era portador del Virus de la immunodeficiència humana (VIH). A finals de 1996 la malaltia es va manifestar sense treva, fins que va acabar amb la seva vida la primavera de 1997. Uns mesos abans encara tenia en ment fer una web per afegir-se a la tasca que porten a terme la gent de l'Associació Projecte dels Noms. L'abril de 1997 va morir a Arenys de Mar. Poc abans de morir era un dels principals pioners del disseny gràfic per internet, exercint com a director d'art a VilaWeb. L'abril del 2008 la Sala d'Actes de la Biblioteca i la Sala d'Exposicions del Centre Cultural Calisay d'Arenys de Mar van acollir una exposició retrospectiva sobre l'obra gràfica i pictòrica d'aquest artista entre els anys 1980 i 1996. L'exposició, titulada 'No tinguis por' fou organitzada conjuntament per la regidoria de cultura de l'Ajuntament d'Arenys de Mar, VilaWeb i la Biblioteca P. Fidel Fita.